# Institut d'études romanes de l'université de Varsovie

L’Institut d'études romanes de l'université de Varsovie (IROM UW) est une composante de la faculté de langues modernes de l'université de Varsovie. Il est une unité d'enseignement et de recherche qui forme des étudiants en philologie dans le cadre de licence, master (en polonais : magister) et doctorat. La faculté des langues modernes (pl) compte aussi un Institut d'études anglaises, un Institut d'études germaniques, un Institut d'études ibériques et latino-américaines, ainsi qu'une chaire d'études italiennes.

## Histoire
Le séminaire de philologie romane de l'université de Varsovie a été créé en octobre 1919 à l'initiative du professeur Maurycy Mann (pl), qui l’a dirigé jusqu’en 1932. Au début, le séminaire était une unité de la faculté de philosophie, plus tard il était rattaché à la faculté des sciences humaines (à partir de 1927), à la faculté de philologie (à partir de 1951), à la faculté des philologies étrangères (depuis 1968) et à la faculté de langues modernes (depuis 1975 à ce jour). On y enseignait initialement la langue et la littérature françaises, plus tard l’enseignement a été enrichi en langue et littérature italiennes ; depuis 1920 des cours d’espagnol et du roumain ont y été introduits.
Grâce au rapport sur les activités de la faculté de sciences humaines en 1927, nous savons que le séminaire de philologie romane comptait 20 étudiants admis sur le concours. La bibliothèque, constituée en même temps que le séminaire, comptait à l'époque 1 500 volumes. Dans les années 1930, les premières thèses de doctorat ont été achevées, entre autres la thèse de Zdana Matuszewicz en 1931 et la thèse d’Estera Lichtenbaum (Halina Lewicka (d)) en 1933. Le professeur Halina Lewicka formerait après la guerre l’institut de linguistique romane. Avant la Seconde Guerre mondiale, le séminaire de philologie romane a développé une collaboration étroite avec de nombreux centres scientifiques, notamment en France. L'Institut collabore aussi avec l’Institut français à Varsovie (depuis 1928) et avec l’Institut culturel italien (Istituto italiano di cultura).
Pendant la Seconde Guerre mondiale, les enseignants du séminaire donnaient des cours clandestins, mais l'Insurrection de Varsovie a mis fin à toute forme d'enseignement. Le séminaire a repris ses activités après la guerre, et dès 1946, a eu lieu la soutenance de thèse du doctorat de Maciej Żurowski (en). À compter de 1949, le directeur du séminaire était Mieczysław Brahmer (pl), qui l’a dirigé jusqu’en 1969. À cette époque, le séminaire a été transformé en chaire de langues et de littératures romanes, puis en chaire de philologie romane, ensuite en Institut de philologie romane, et enfin depuis 1970 en Institut d'études romanes. L’Institut a coopéré avec le Centre d'études françaises de l'Université de Varsovie (aujourd'hui Centre de civilisation française et d'études francophones). En 1982, le département d'études italiennes, dirigé par le professeur Krzysztof Żaboklicki (d), s'est affranchi de l'Institut d'études romanes et est devenu une chaire indépendante.
Directeurs de l’Institut depuis 1969
- Ewa Rzadkowska (1970-1978),
- Jerzy Parvi (pl) (1979-1981),
- Krzysztof Bogacki (d) (1981-1982),
- Krystyna Kasprzyk (d) (1982-1987),
- Jerzy Parvi (pl)  (1987-1990),
- Teresa Giermak-Zielińska (d) (1990-1993),
- Henryk Chudak (1993-1999),
- Zbigniew Naliwajek (d) (1999-2002),
- Remigiusz Forycki (2002-2003),
- Anna Mańkowska (d) (2002-2005),
- Remigiusz Forycki (2005-2012).
- Ewa Pilecka (d) (2012-2016).
- Maciej Smuk (d) (depuis 2016).

Dans les années 70, l'Institut développe ses activités de recherche, comme en témoignent les visites de chercheurs de centres étrangers, les conférences, les expositions et les publications, entre autres Les Cahiers de Varsovie. Les sujets de recherche des enseignants s’élargissent, ils s’intéressent aux questions liées non seulement à la littérature et à la culture de la France, mais aussi des pays francophones. L'Institut organise également les olympiades de langue française dans les années 1978-2008.
Après 1990, l'Institut est co-auteur du programme d’enseignement, et donne son soutien scientifique et didactique aux collèges de formation des maîtres de langues étrangères (pl) (NKJO) de Bydgoszcz, Suwałki, Siedlce et Łowicz. Depuis l’année 2000 se développent les études philologiques et culturelles de l’Europe de l’Ouest, créées au début avec l'Institut d'études anglaises, et plus tard en termes de coopération au sein de la faculté de langues modernes.
Jusqu’en 2009, l'Institut a formé près de 2 000 étudiants avec un diplôme en philologie romane, environ 90 thèses de doctorat et 30 thèses d'habilitation y ont été élaborées. L'Institut a également organisé 50 conférences internationales et 32 olympiades de langue française. En 2012, l'Institut a déménagé et est installé au troisième étage du bâtiment de la faculté de langues modernes, 55 rue Dobra.

## Structure
Dans le cadre de l’Institut fonctionnent des instituts et des laboratoires suivants :
- Institut de didactique et de méthodologie des langues romanes (Zakład Dydaktyki i Metodyki Języków Romańskich)
- Institut de linguistique romane (Zakład Językoznawstwa Romańskiego)
- Institut de littérature française (Zakład Literaturoznawstwa Francuskiego)
- Laboratoire d’études sur la civilisation franco-canadienne et sur la littérature québécoise (Pracownia Badań nad Cywilizacją Franko-Kanadyjską i Literaturą Quebecu)
- Laboratoire d’études suisses (Międzyinstytutowa Pracownia Studiów Szwajcarskich)

## Autorités
- Directeur : dr hab. Maciej Smuk
- Directrice adjoint pour les affaires scientifiques : dr Małgorzata Sokołowicz
- Directeur adjoint pour les affaires étudiantes : dr Dariusz Krawczyk

## Enseignants-chercheurs

### Département de didactique et de méthodologie des langues romanes
- Hanna Borkowska
- Elżbieta Burska
- Anna Ciostek
- Sébastien Ducourtioux
- Zbigniew Jamrozik
- Beata Kowalska
- Ilona Krasnodębska
- Dariusz Krawczyk
- Włodzimierz Krzyżanowski
- Radosław Kucharczyk
- Małgorzata Molska
- Helena Okęcka
- Pascale Peeters
- Anna Petrasz
- Dorota Raciborska
- Maciej Smuk
- Ewa Stańczyk
- professeur Jolanta Sujecka-Zając, dr hab.
- Krystyna Szymankiewicz
- Małgorzata Szymańska
- Krystyna Zaleska

### Département de linguistique romane
- professeur Krzysztof Bogacki (d), dr hab.
- Wanda Fijałkowska
- professeur Teresa Giermak-Zielińska (d) , dr hab.
- Małgorzata Izert
- professeur Anna Kieliszczyk, dr hab.
- Monika Kostro
- professeur Anna Mańkowska, dr hab.
- Elżbieta Pachocińska, dr hab.
- Ewa Pilecka, dr hab.
- professeur Krystyna Wróblewska-Pawlak, dr hab.

### Département de littérature française
- professeur Henryk Chudak, dr hab.
- professeur Remigiusz Forycki, dr hab.
- Marcin Klik
- Wiesław Kroker
- Monika Kulesza, dr hab.
- professeur Józef Kwaterko (d), dr hab.
- Monika Malinowska, dr hab.
- professeur Zbigniew Naliwajek, dr hab.
- Anna Opiela-Mrozik
- Kamil Popowicz
- Agata Sobczyk, dr hab.
- Małgorzata Sokołowicz, dr
- Dorota Szeliga
- professeur Izabella Zatorska, dr hab.
- Judyta Zbierska-Mościcka
- Ewa Dorota Żółkiewska
- Joanna Żurowska

## Programme des études
L'Institut d'études romanes de l'université de Varsovie forme les étudiants de philologie romane dans le cadre des études du premier et du second cycle. Les études du premier cycle en cours du jour et en cours du soir, les études du second cycle en cours du jour et à distance. L’Institut mène les études dans le cadre des programmes suivants :
- Études de premier cycle (licence) en cours du jour :
  - Pour les candidats avec connaissance préalable de la langue française
  - Pour les candidats sans connaissance préalable de la langue française
- Les études du premier cycle (licence) en cours de soir :
  - Pour les candidats sans connaissance préalable de la langue française
- Les études régulières du second cycle (master) en cours du jour
- Les études irrégulières du second cycle (master), à distance

L’Institut d’études romanes propose aussi un troisième cycle dans le cadre des études doctorales de la faculté de langues modernes (Wydział Neofilologii) de l’université de Varsovie.

## Les visites d'écrivains (depuis 1995)
- Nicolas Ancion (écrivain belge)
- Pierre Assouline (écrivain français)
- Etienne Barilier (écrivain suisse)
- Julos Beaucarne (chanteur et écrivain belge)
- Fulvio Caccia (écrivain canadien)
- Thomas Gunzig (écrivain belge)
- Jacques Jouvet (écrivain français et membre d'Oulipo)
- Dany Laferrière (écrivain canadien)
- Robert Lalonde (écrivain canadien et professeur à l'École d'art dramatique à Montréal)
- Caroline Lamarche (écrivain belge)
- Béatrice Libert (écrivaine belge)
- Anne Perrier (poétesse suisse)
- Yves Rosset (écrivain suisse)
- Jean-Philippe Toussaint (écrivain belge)
- Tecia Werbowski (écrivaine canadienne)

## Sources et références
- Teresa Giermak-Zielińska, Zbigniew Naliwajek, Joanna Żurowska, Les études romanes et françaises hier et aujourd'hui. 90 ans des études romanes à l'Université de Varsovie, Wydawnictwa Uniwersytetu Warszawskiego (Presses de l'Université de Varsovie), 2011.  (ISBN 978-83-235-0671-3) Version électronique  (ISBN 978-83-235-1071-0)